# Neuer Elbtunnel
Neuer Elbtunnel – tunel drogowy pod Łabą w Hamburgu, w ciągu autostrady A7. Odgrywa kluczową rolę w transporcie międzynarodowym między Skandynawią a Niemcami.
Ma długość 3325 metrów, a droga prowadząca tunelem posiada 4 pasy ruchu w każdym kierunku.
Tunel został zbudowany w latach 1968–1975.